# Claudia Parada
Claudia Parada Allende, de nombre real Olinfa Parada (Santiago de Chile, 11 de septiembre de 1927 - Cagliari, Italia, 14 de diciembre de 2016) fue una soprano operística chilena.

## Biografía
Su nombre de nacimiento era Olinfa Parada, pero artísticamente se la conocía como Claudia Parada. Fue hija del diplomático Rafael Parada Suárez. Aunque la mayoría de las fuentes indican como año de nacimiento de Claudia Parada 1931, algunas dan 1930 y otros 1927.
Claudia Parada estudió en Chile con la soprano argentina Clara Oyuela, y comenzó su carrera en su país. Debutó en el Teatro Municipal de Santiago de Chile el 25 de septiembre de 1949, con el papel de Charlotte de la ópera Werther de Jules Massenet. Descubierta por el director de orquesta Erich Kleiber, éste la ayudó impulsando su carrera en Europa. Ya en Italia, Parada estudió con Carmen Melis (maestra de Renata Tebaldi), Elvira de Hidalgo (maestra de Maria Callas), Gennaro Barra y Fiorenzo Tasso. Se presentó a un concurso en el Teatro Nuovo de Milán y fue seleccionada para interpretar el papel de Nedda en Pagliacci de Ruggero Leoncavallo. Poco a poco comenzó a cantar en pequeños teatros de ciudades como Nápoles, Turín, Génova y Roma. Debutó en La Scala de Milán antes de cumplir 25 años, interpretando La fuerza del destino de Verdi con el tenor Giuseppe Di Stefano, el barítono Ettore Bastianini y la mezzosoprano Giulietta Simionato. Estableció su residencia en Milán, donde se casó tiempo después. Murió en su segunda residencia en Cagliari en el año 2016.
A partir de su debut se convirtió en miembro estable del elenco del teatro, donde actuó hasta el año 1983. Compartió esta dedicación con actuaciones en todo el mundo, por ejemplo en el Gran Teatro del Liceo de Barcelona (febrero de 1970 en Fedora de Umberto Giordano y enero de 1982, La favorite de Donizetti), en el Metropolitan Opera (donde interpretó Un baile de máscaras de Verdi y Andrea Chenier de Umberto Giordano) y el Carnegie Hall de Nueva York, en Teherán, en el Teatro Municipal de Santiago de Chile, el Teatro Colón de Buenos Aires y la Deutsche Oper de Berlín, entre otros. Trabajó con destacados directores como Herbert von Karajan, Gianandrea Gavazzeni, Antonino Votto y Tullio Serafin, y con cantantes como Maria Callas, Plácido Domingo, Carlo Bergonzi y Alfredo Kraus.
Su repertorio incluía obras de Claudio Monteverdi, compositores del siglo XIX como Donizetti, Verdi y Puccini, y autores del siglo XX como Dallapiccola, Britten y Berg.